# Gabriel Calderón
Gabriel Humberto Calderón (Rawson, 1960. február 7. –) argentin labdarúgó-középpályás, edző, az egyesült arab emírségekbeli Al-Wasl vezetőedzője.
Az argentin válogatott tagjaként részt vett az 1982-es és az 1990-es labdarúgó-világbajnokságon.